# C/2019 Y4 (ATLAS)
Комета C/2019 Y4 (ATLAS) — долгопериодическая комета. Открыта 28 декабря 2019 года автоматизированной системой Asteroid Terrestrial-impact Last Alert System.
Во время открытия имела видимую звёздную величину +19,63m. Абсолютная звёздная величина на этот момент составляла +15,3m. Ожидалось, что вблизи перигелия в мае, когда комета будет проходить по созвездиям Жирафа и Персея, она достигнет примерно +6m, то есть будет с трудом видна невооружённым глазом в ясную тёмную ночь.

Перигелий комета пройдёт 31 мая 2020 года на расстоянии 0,2528 а. е. от Солнца — внутри орбиты Меркурия. Афелий находится на расстоянии 621,1 а. е. от Солнца, большая полуось орбиты составляет 310,7 а. е. Эксцентриситет орбиты равен 0,999236, наклонение орбиты 45,38°. Период обращения вокруг Солнца 5476 лет. Точку минимального расстояния до Земли (0,781 а. е.) комета пройдёт 23 мая 2020 года, на неделю раньше перигелия.
В период с начала февраля и ближе к концу марта видимая звёздная величина увеличилась с 17m до 8m, что представляет увеличение яркости в 4000 раз. В марте 2020 года яркость кометы увеличилась на четыре звёздных величины. Её зелёный или аквамариновый цвет обусловлен выбросами двухатомного углерода с многоцветным хвостом длиной 1,2° или 10' или 3,3 млн км. Зелёный цвет ей придает циан, молекулы которого начинают флуоресцировать под действием ультрафиолетового излучения.
С 30 марта по 3 апреля 2020 года яркость кометы C/2019 Y4 (ATLAS) снизилась на 2 звёздные величины. На снимках кометы C/2019 Y4 (ATLAS), сделанных 5 апреля на 0,6-метровом телескопе в синьцзянской обсерватории Ningbo Education (Китай), видно удлинённое псевдоядро длиной около 3″.
6 апреля 2020 года комета C/2019 Y4 (ATLAS) выглядела как три отдельных фрагмента. На изображении, составленном из снимков, сделанных 8—9 апреля, а также на снимках от 9, 10 и 12 апреля, видно, что ядро кометы продолжает распадаться.
20 апреля 2020 года космический телескоп им. Э. Хаббла сфотографировал комету C/2019 Y4 (ATLAS). На снимке видны два оставшихся крупных фрагмента (A и B) и более слабые фрагменты С и D. Комета в это время находилась на расстоянии 1,10 а. е. от Солнца и 0,98 а. е. от Земли.
Европейский зонд Solar Orbiter пройдёт через оба хвоста кометы на расстоянии 30 млн км от ядра. Через ионный — 30 мая или 1 июня, через пылевой — 6 июня. В случае, если ионный хвост кометы достаточно плотный, то магнитометр MAG сможет обнаружить изменение магнитного поля, а анализатор солнечного ветра SWA может непосредственно захватить некоторые частицы из хвоста кометы. Частицы пыли, испаряющиеся при ударе, образуют облака электрически заряженного газа или плазмы, которые могут быть обнаружены прибором Radio and Plasma Waves (RPW).
В конце мая 2020 года солнечная космическая обсерватория НАСА STEREO-A (Solar Terrestrial Relations Observatory A) зафиксировала комету C/2019 Y4 (ATLAS), пролетающую в потоке солнечного ветра.